# Efterlämnade skrifter
Efterlämnade skrifter är en novellsamling av Anne Charlotte Leffler, utgiven postumt 1893. Boken gavs ut i två band på Albert Bonniers Förlag. Det andra bandet utgjorde den sjätte delen av bokserien Ur lifvet.

## Innehåll
Samlingen utgavs i två band:

### Första bandet
Sanningens vägar
Napolitanska bilder
Napolitanska bilder är en artikelserie i vilken Leffler skildrade Neapel med omgivning. De olika artiklarna är: Ett mirakel (först publicerad i Julqvällen 1888), Lifvets och Dödens källor. Spridda drag från jordbäfningen på Iscia 1883 (först publicerad i Jul-Rosor 1888), En vinterdag i Napoli (först publicerad i Aftonbladet 19 januari 1889), Julen i Napoli (först publicerad i Stockholms Dagblad 24 februari 1889), Snöfall i Napoli (tidigare opublicerad, skriven i mars 1889), Allegria. Vårstämning från Capri. (tidigare opublicerad, skriven i maj 1889) och Sommarlif i Italien (tidigare opublicerad, skriven i augusti 1892).
När il signor Duca besöker sin landtegendom
När il signor Duca besöker sin landtegendom. Ett stycke italienskt landtbrukarlif. är en novell första gången publicerad i den litterära kalendern Nornan 1892. Berättelsen hade självbiografiska drag och fungerade som ett brev hem till Sverige. I berättelsen lät hon meddela att på nytt var gravid i tredje månaden. Selma Lagerlöf skrev följande om novellen i ett brev till Leffler:
| ”                | Jag tror att den har tjenat mig mest af allt hvad jullitteraturen bjöd. Det är riktigt härligt att erfara att en så enkel sak som en resa oh beskrifning på ett landtgods kan bli så underhållande endast genom stilens mästerskap. | „ |
| – Selma Lagerlöf | |   |

En ammas historia
En ammas historia är en novell skriven 1892. Berättelsen handlar om ammors yrkesstatus och arbetsvillkor. Berättelsen är grundad på Lefflers egna erfarenheter av att anlita en amma för hennes egen sons räkning. Leffler hade intentionen att placera novellen i någon svensk jultidning, vilket aldrig kom att ske. Berättelsen kretsar kring Caterina di Filippos som kommit till Neapel för att hon inte fått med sig någon hemgift i sitt äktenskap.

### Fotnoter
1. ↑  ”Efterlämnade skrifter”. Libris.kb.se. http://libris.kb.se/hitlist?d=libris&q=leffler+efterl%C3%A4mnade&f=simp&spell=true&hist=true&p=1. Läst 6 december 2012.
2. ↑  Lauritzen 2012, s. 598-599
3. ↑  Leffler 1893, s. 170
4. ↑  Lauritzen 2012, s. 520-521
5. ↑  Lauritzen 2012, s. 526-527
6. ↑  Lauritzen 2012, s. 534